# Carl Nielsen (roer)
 Der er flere personer med dette navn, se Carl Nielsen (flertydig).
Carl Rosenlund Nielsen (5. januar 1930 - 29. juni 1991) var en dansk roer fra Aarhus.
Nielsen var med i den danske firer uden styrmand, der sluttede på en samlet 13. plads ved OL 1952 i Helsinki. Knud Bruun Jensen, Harry Nielsen og Paul Locht udgjorde resten af bådens besætning.